# Copa Sul Americana de Beach Soccer 2015
- A Copa Sul-Americana de Beach Soccer de 2015 foi um torneio realizado entre os dias 1 e 8 de fevereiro nas areias da Praia da Pina, em Recife, Brasil. Contou com a participação de Argentina, Brasil, Paraguai, Bolívia, Uruguai e Chile.

## Tabela

### 1ª fase
| Seleção   | Pt | J | V | V+ | D | GP | GC | S   |
| --------- | -- | - | - | -- | - | -- | -- | --- |
| Paraguai  | 13 | 5 | 3 | 2  | 0 | 28 | 20 | +8  |
| Brasil    | 12 | 5 | 4 | 0  | 1 | 30 | 19 | +11 |
| Chile     | 9  | 5 | 3 | 0  | 2 | 17 | 15 | 2   |
| Argentina | 6  | 5 | 2 | 0  | 3 | 12 | 14 | -2  |
| Uruguai   | 3  | 5 | 1 | 0  | 4 | 17 | 20 | -3  |
| Bolívia   | 0  | 5 | 0 | 0  | 5 | 9  | 25 | -16 |

Observações
- Vitória no tempo normal garante ao vencedor 3 pontos.
- Vitória na prorrogação ou nos pênaltis garante ao vencedor 2 pontos.
- Derrota no tempo normal garante ao perdedor 0 pontos.

Todas as partidas seguem o fuso horário de Brasília (UTC -3)
Domingo (01/02)
10h - Brasil 7 x 4 Chile
Segunda-feira (02/02)
15h15min - Uruguai 5 x 3 Bolívia
16h30min - Argentina 4 x 7 Paraguai
Terça-feira (03/02)
14h - Paraguai 9 x 6 Uruguai
15h15min - Argentina 2 x 4 Chile
16h30min - Brasil 11 x 3 Bolívia
Quarta-feira (04/02)
14h - Paraguai 4 x 3 (pro) Chile
15h15min - Brasil 5 x 4 Uruguai
16h30min - Argentina 3 x 1 Bolívia
Quinta-feira (05/02)
14h - Chile 6 x 2 Bolívia
15h15min - Brasil 7 x 8 (pro) Paraguai
16h30min - Uruguai 2 x 3 Argentina
Sexta-feira (06/02)
14h - Paraguai 4 x 2 Bolívia
15h15min - Uruguai 3 x 7 Chile
16h30min - Brasil 8 x 2 Argentina

### Decisão do 5º lugar
Sábado (07/02)
10h - Uruguai 10 x 6 Bolívia

### Decisão do 3º lugar
Sábado (07/02)
11h15min - Chile 2 x 8 Argentina

### Final
Domingo (08/02)
10h - Paraguai 2 x 12 Brasil